# Sư tử đá Trung Quốc

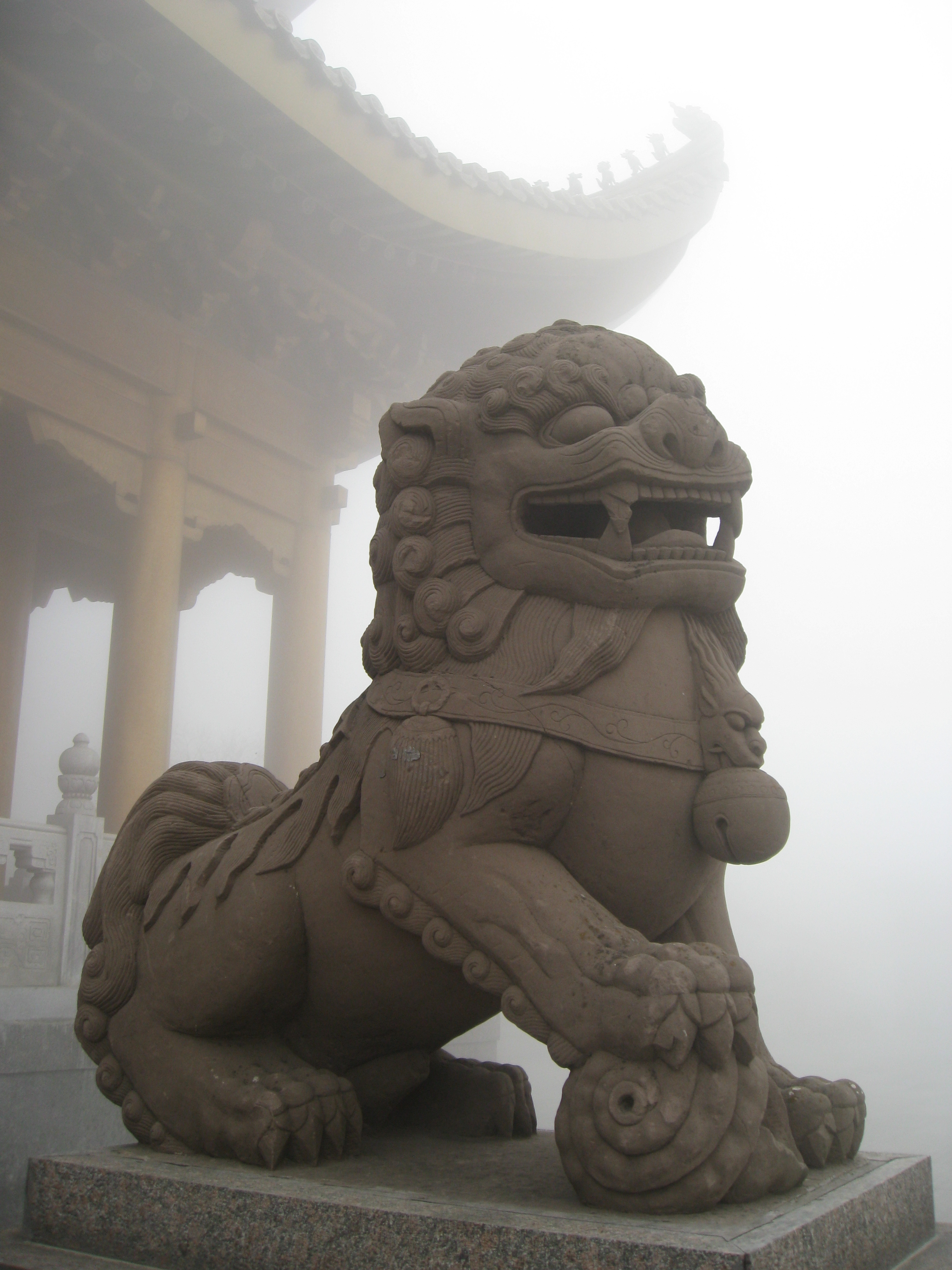
Một con Thạch sư Trung Quốc

Sư tử đá Trung Quốc hay sư tử Tàu hay còn gọi là Thạch sư (chữ Hán: 石獅, bính âm: Shíshī) hay Phúc cẩu là một biểu tượng con sư tử được tác bằng đá và được sử dụng phổ biến ở Trung Quốc ngoài ra nó còn được phổ biến một cách rộng rãi tại phố người Hoa, Việt Nam.

### Ở Việt Nam

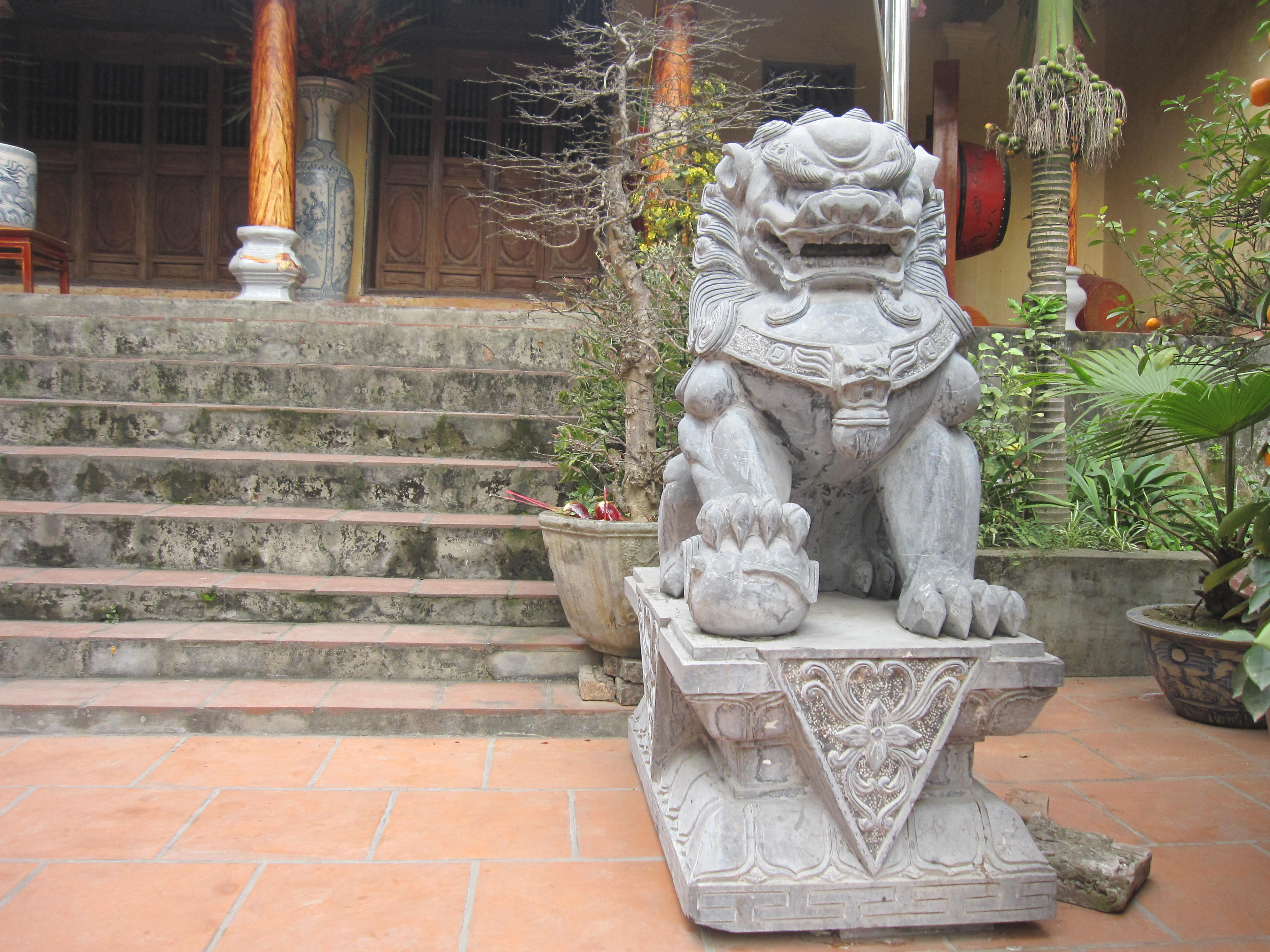
Tượng sư tử đá đặt tại chùa Khai Nguyên

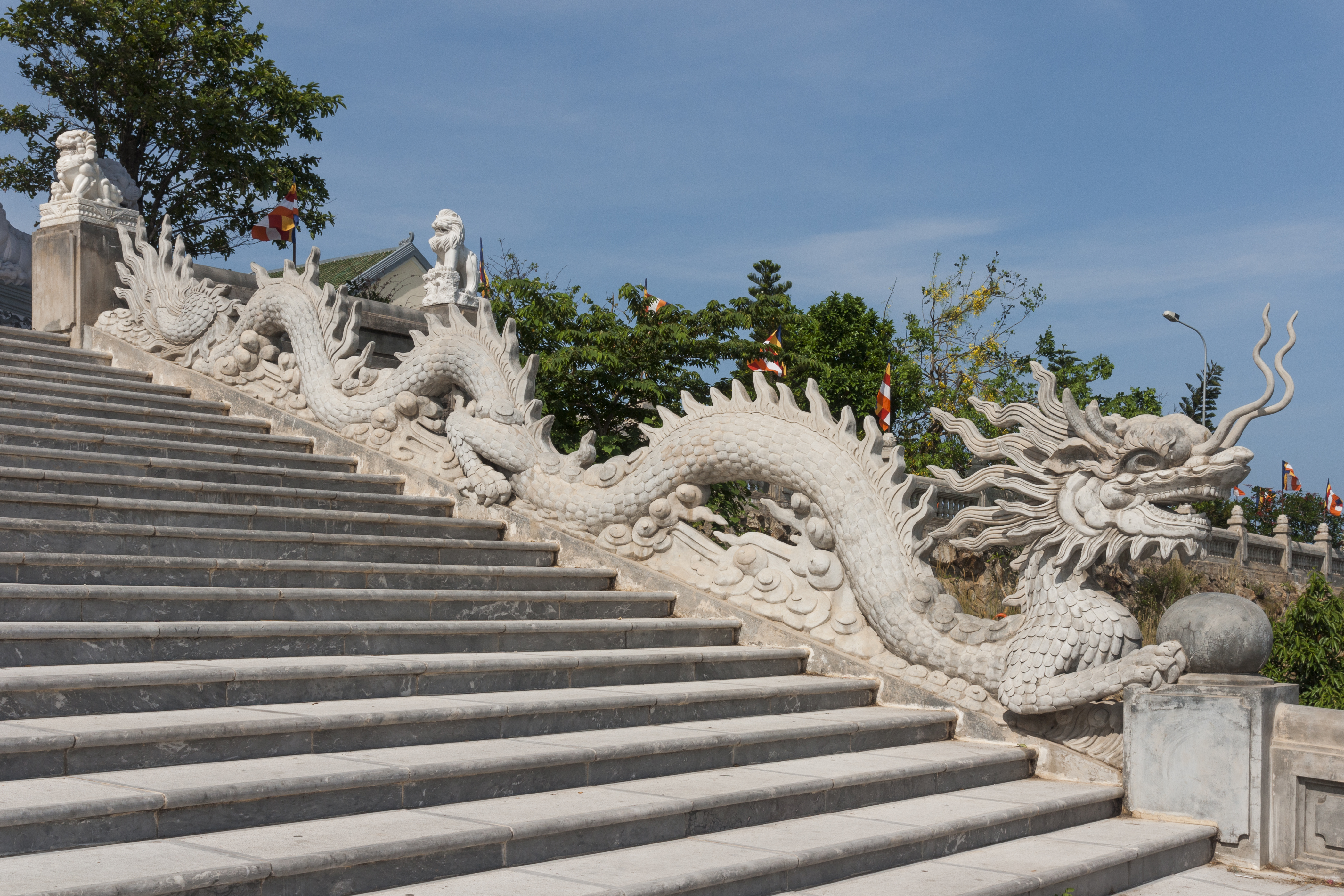
Tượng sư tử đá tại chùa Linh Ứng ở Đà Nẵng (hình từ xa, phía sau đuôi tượng rồng)